# Kuoliosaari (ö i Mellersta Finland, Joutsa)
Kuoliosaari är en ö i Finland. Ordet kuoliosaari åsyftar att ön har varit begravningsplats. Ön ligger i sjön Puula och i kommunerna Kangasniemi och Joutsa och landskapen  Mellersta Finland och Södra Savolax. Öns area är 0,6 hektar och dess största längd är 210 meter i nord-sydlig riktning.